# Национальный музей виллы Гуиниджи
Национальный музей виллы Гуиниджи (итал. Museo Nazionale di Villa Guinigi) — основной художественный музей, в котором хранятся коллекции античного, средневекового и классического искусства, принадлежащие городу Лукка, Тоскана, Италия. С декабря 2014 года музеем управляет Министерство культуры через Музейный центр Тосканы, который в декабре 2019 года стал Дирекцией региональных музеев.

## История
Музей расположен в отреставрированном здании виллы на Виа делла Кваркуония, построенной в 1418 году для Паоло Гуиниджи, синьора Лукки до 1430 года. После его смерти здание было национализировано и на протяжении многих лет служило различным целям. Лишь в 1924 году его выбрали для размещения коллекции произведений искусства, которая до этого располагалась в Палаццо Пубблико (Народный дом). В 1948 году она была передана в дар итальянскому государству, которое провело более организованную кампанию по сохранению и реорганизации коллекции, впоследствии распределив её между этой виллой и Палаццо Манси. С 1948 по 1957 год был реализован проект реставрации здания, за которым последовало распределение произведений искусства и открытие Национального музея в 1968 году.
Здание в стиле поздней готики было построено с 1413 по 1418 год как Вилла ди Делиция (итал. Villa di Delizia — Вилла Наслаждения). Он имеет внушительный вид средневековой крепости, фасад из красного кирпича с высокой башней и просторной лоджией, рядом тройных окон с трёхлопастными арками на тонких колоннах, что является типичным выражением итальянского стиля поздней готики.

## Коллекции музея
Первый этаж здания занимает экспозиция, полностью реорганизованная в 2004 году. Она посвящена памятникам античной цивилизации. Экспозиция распределена по пяти залам, здесь можно увидеть археологические находки из раскопок области Лукки. Все артефакты выставлены в хронологическом порядке, в том числе посуда и ювелирные изделия из древних захоронений, а также фрагменты древнеримских зданий.
На следующем этаже помещена экспозиция предметов Средних веков. Здесь можно увидеть фрагменты фресок из церкви Санти-Джованни-э-Репарата (V в.), а также рельефы, золотые Распятия, драгоценные элементы погребальной утвари и церковных облачений. В просторном главном зале, начинается экспозиция, посвящённая историческому периоду от готики до эпохи Возрождения. Здесь представлены мраморные скульптуры, панели церковных триптихов и полиптихов, созданные художниками из Лукки, Сиены, Флоренции. Особый интерес представляет «Благовещение», написанное одним из последователей Мемлинга, две терракотовые скульптуры «Мадонны с Младенцем», одна из которых в последнее время приписывается Донателло.
В разделе экспозиции, посвящённом периоду от Ренессанса до Реформации, можно увидеть скульптурную группу из дерева «Смерть Девы Марии» и комплект деревянных интарсий второй половины XV в., а также мраморный табернакль «Благовещение» — первый из множества шедевров работы Маттео Чивитали.
Дальнейшая экспозиция охватывает период до неоклассицизма XVII—XVIII веков. На лестнице можно увидеть образцы местной керамики, а в залах — алтарные картины, серебряную церковную утварь и произведения двух значительных художников, работавших в Лукке, — Джованни Ланфранко и Гвидо Рени. Здесь же можно увидеть картины живописцев из Лукки XVII века: Пьетро Паолини и Джироламо Скалья, а в последнем зале — произведения XVIII века Джованни Доменико Ломбарди.

## Некоторые экспонаты музея

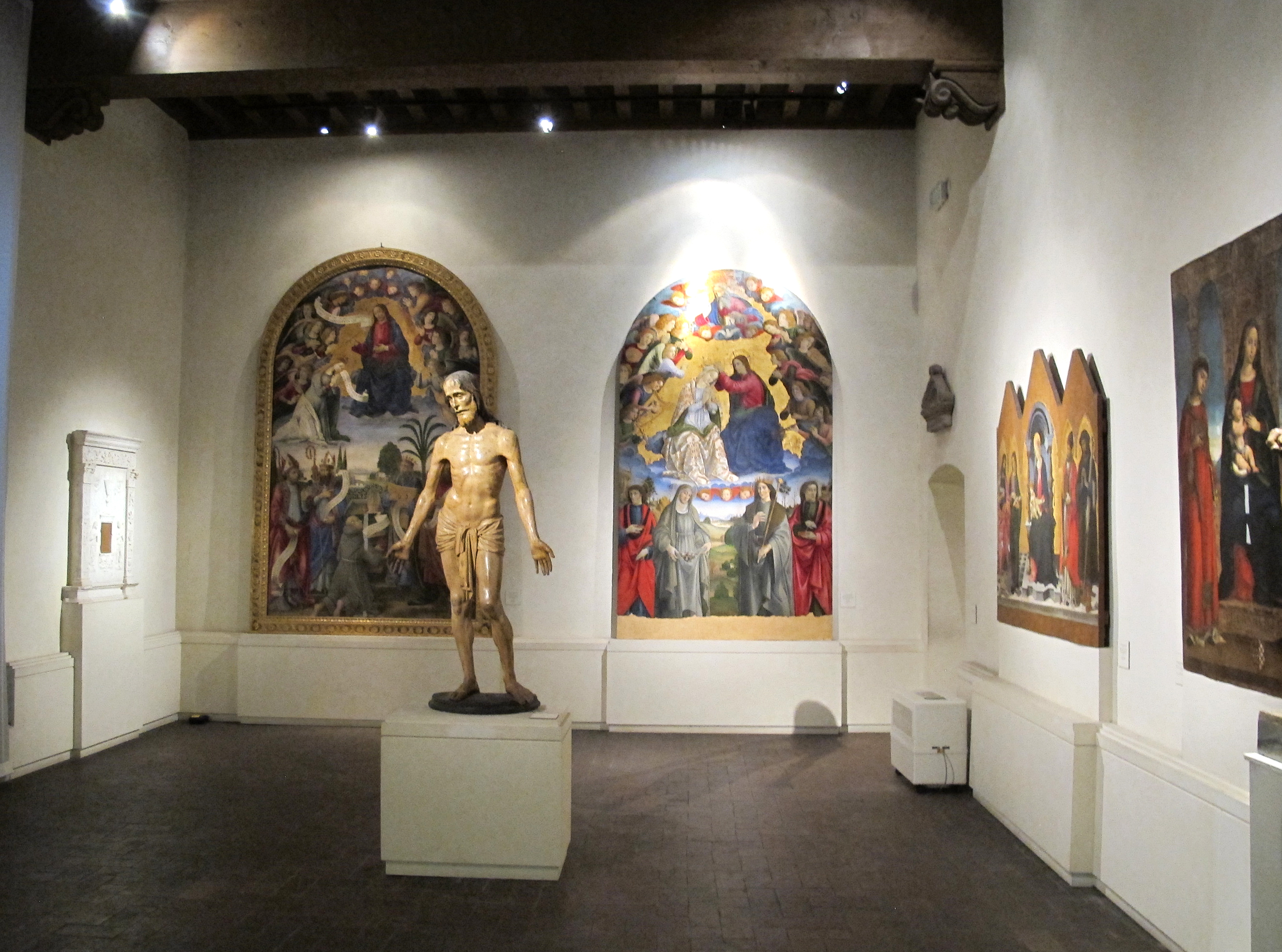
Один из залов музея
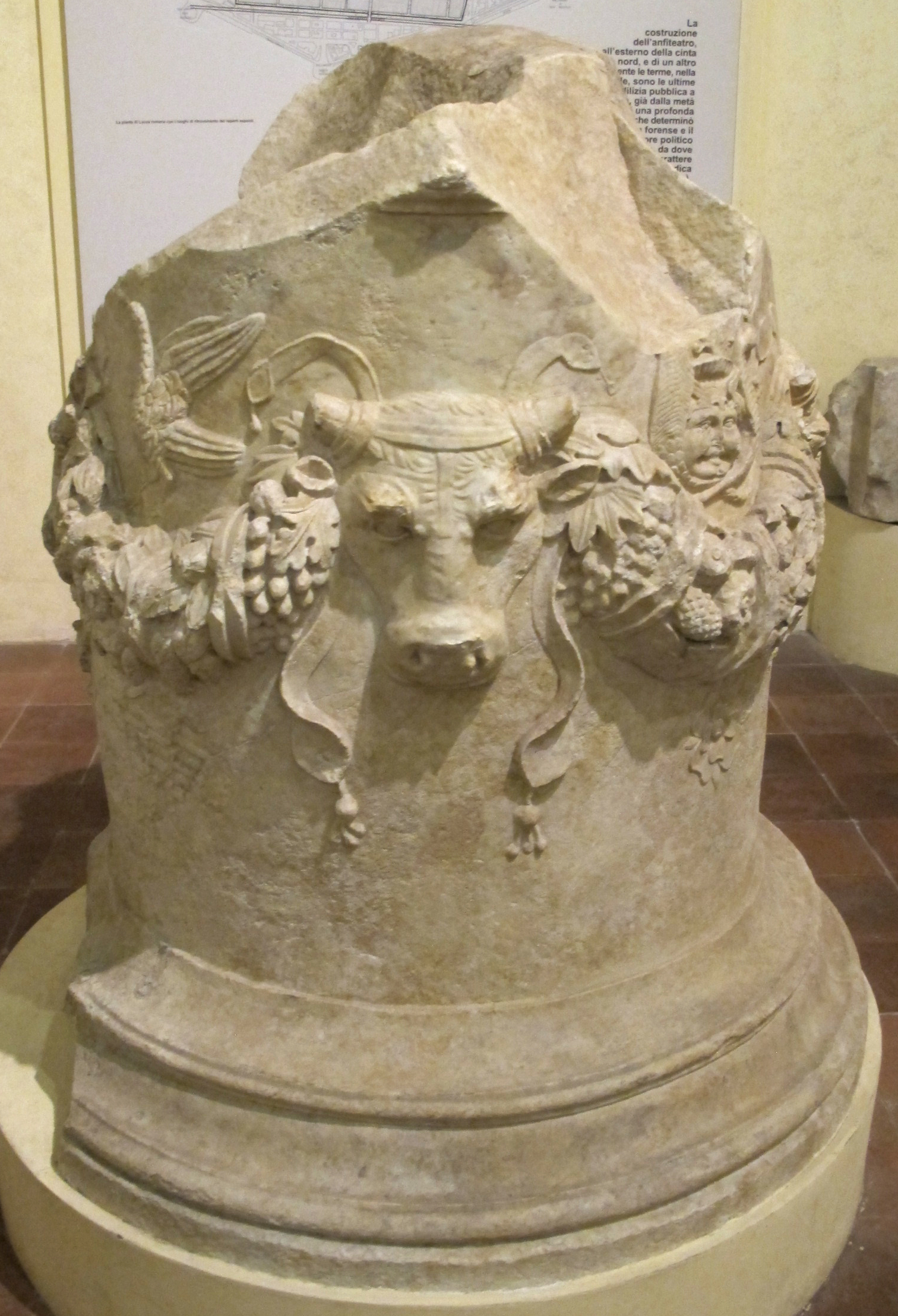
Фрагмент античного жертвенника
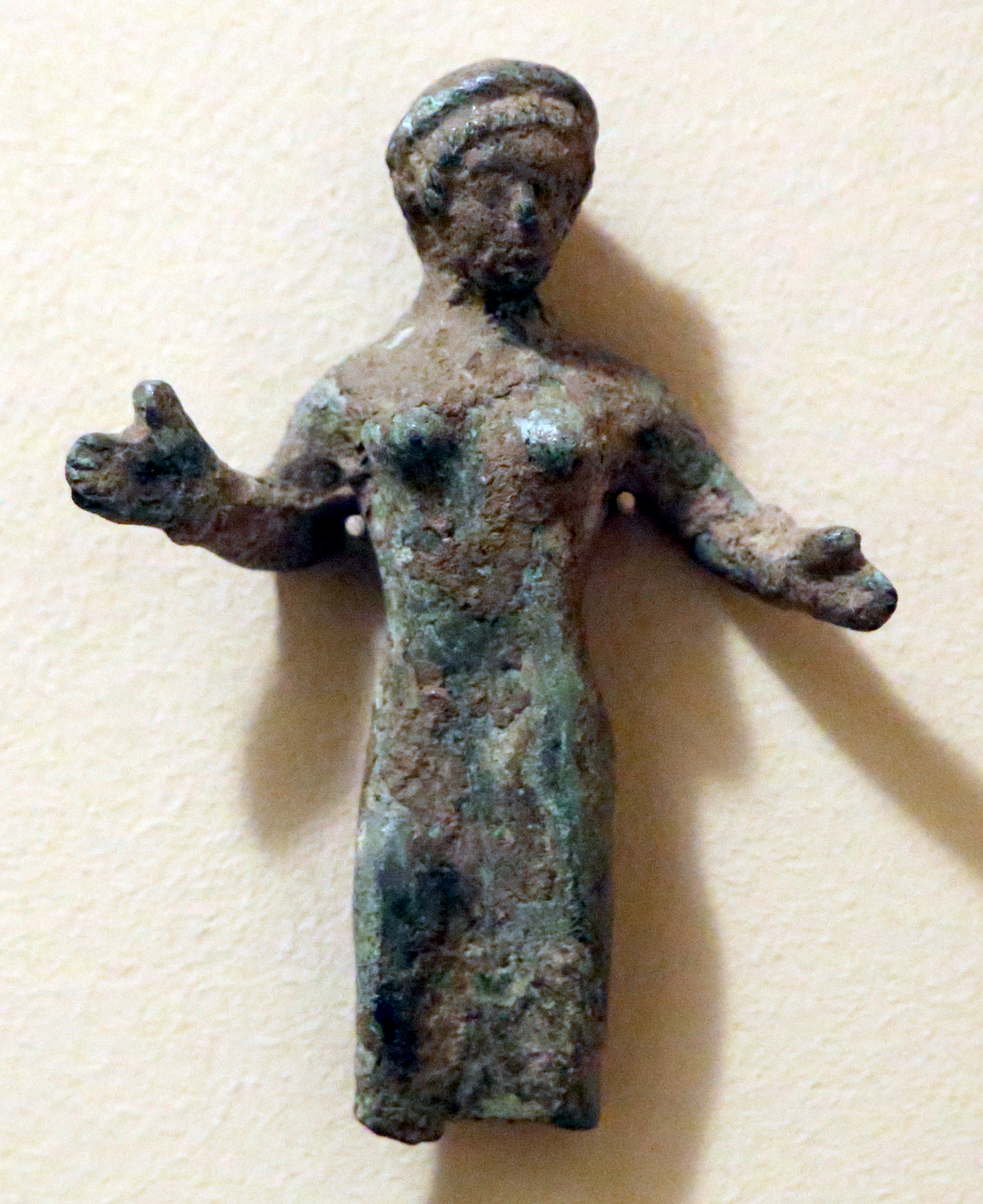
Этрусская вотивная статуэтка. V в.
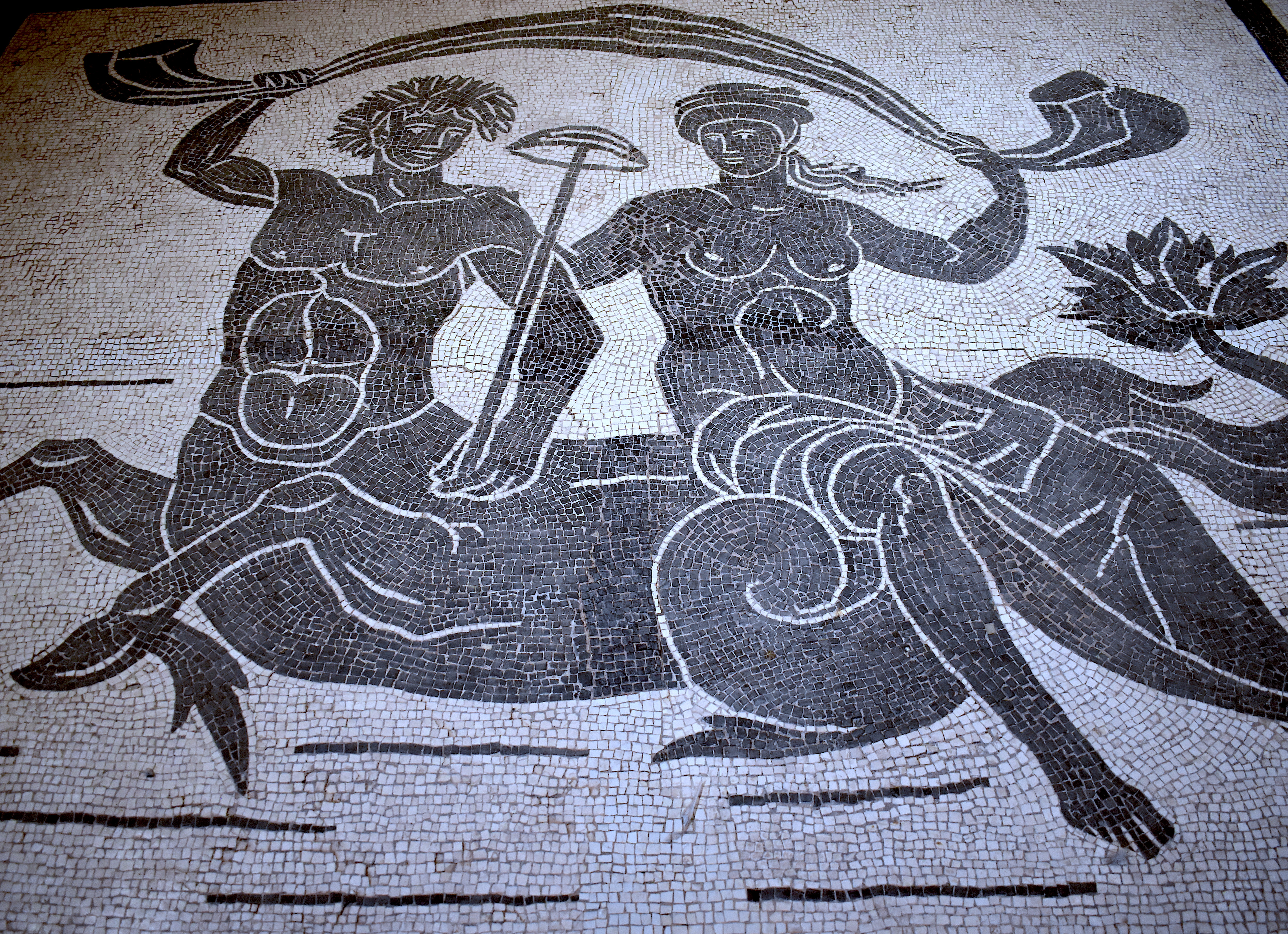
Тритон и Нереида. Мозаика
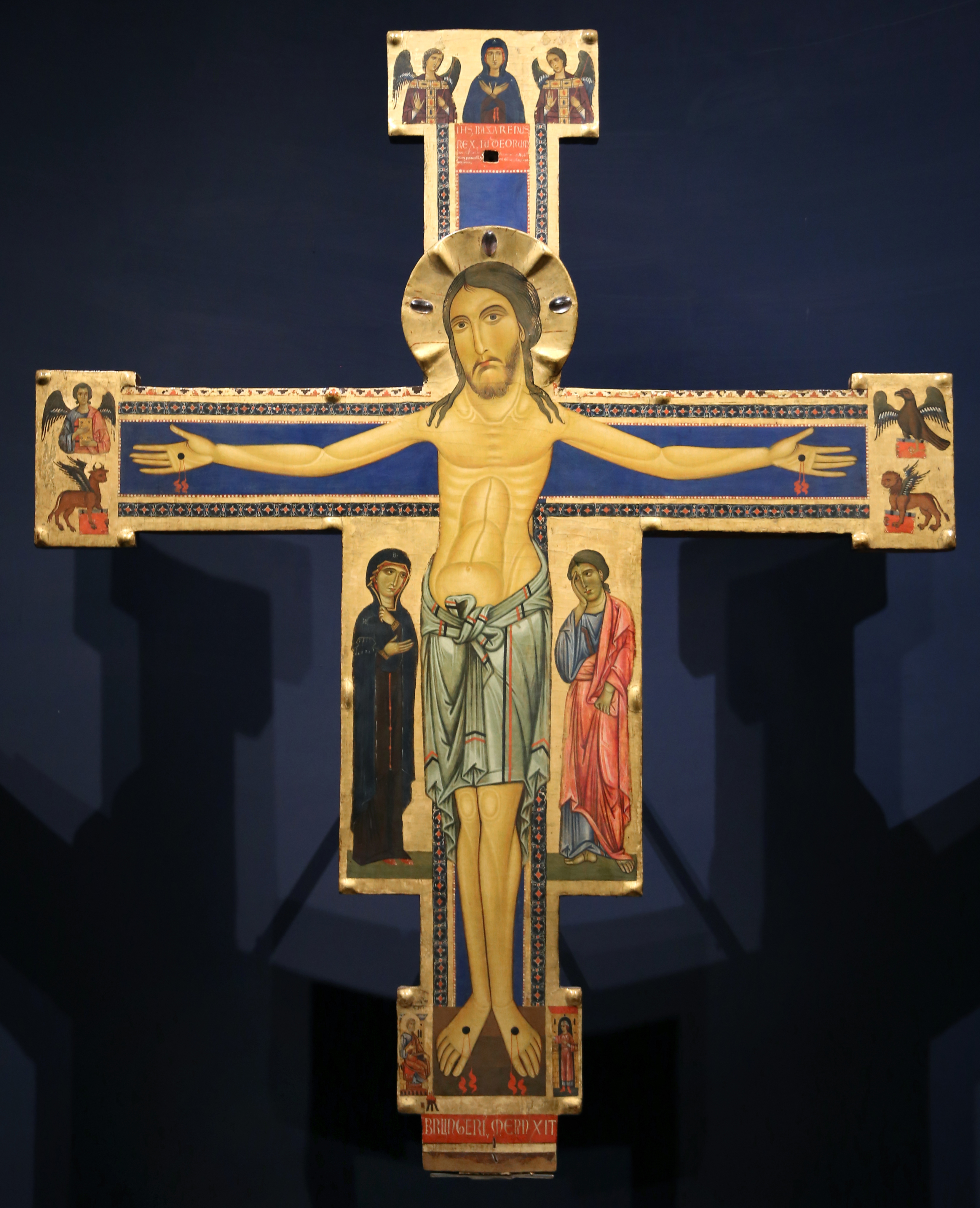
Распятие. 1225—1235. Дерево, темпера
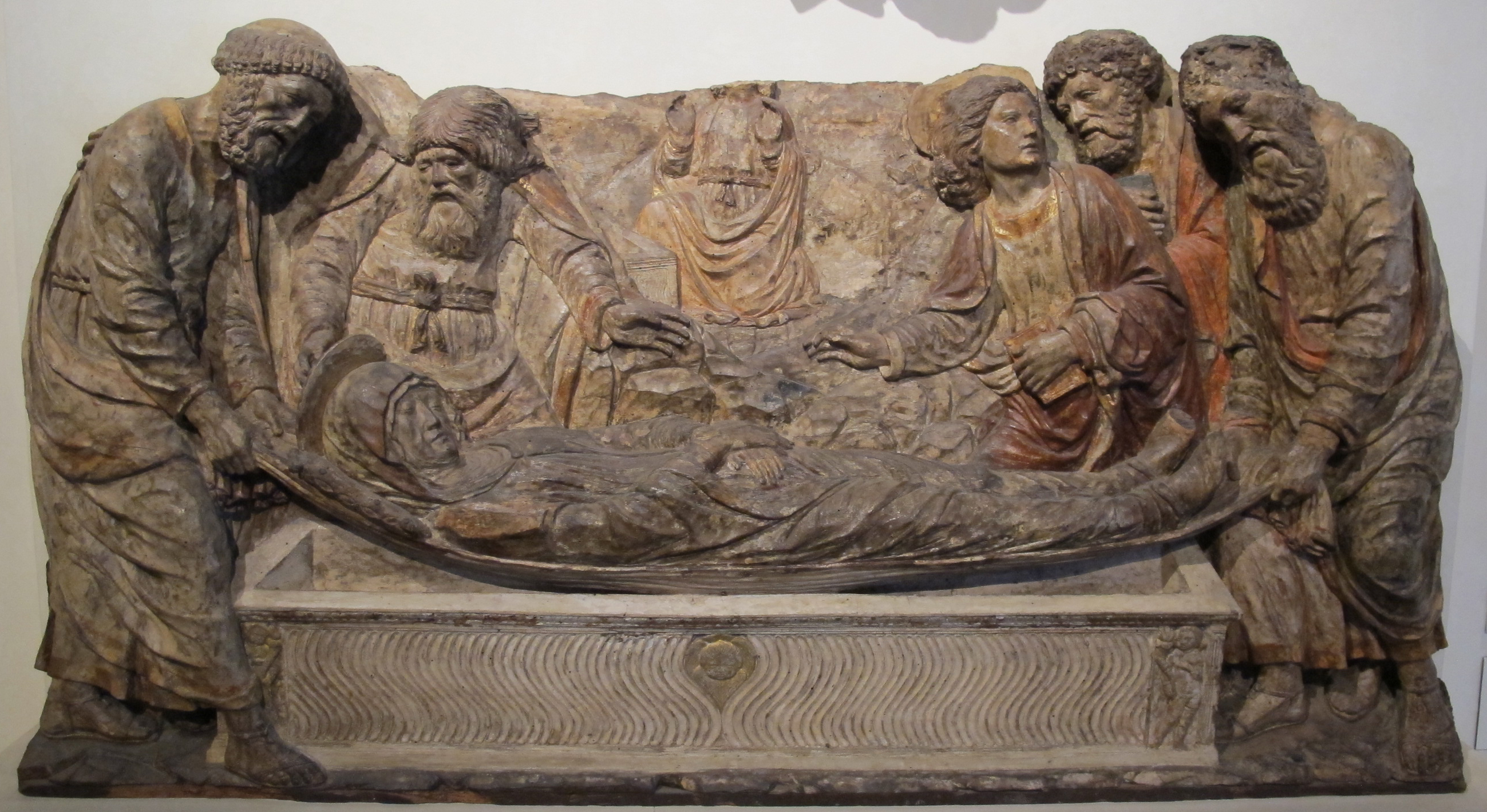
Веккьетта. Смерть Девы Марии. Ок. 1480. Мрамор, роспись. Из церкви Сан-Фредиано
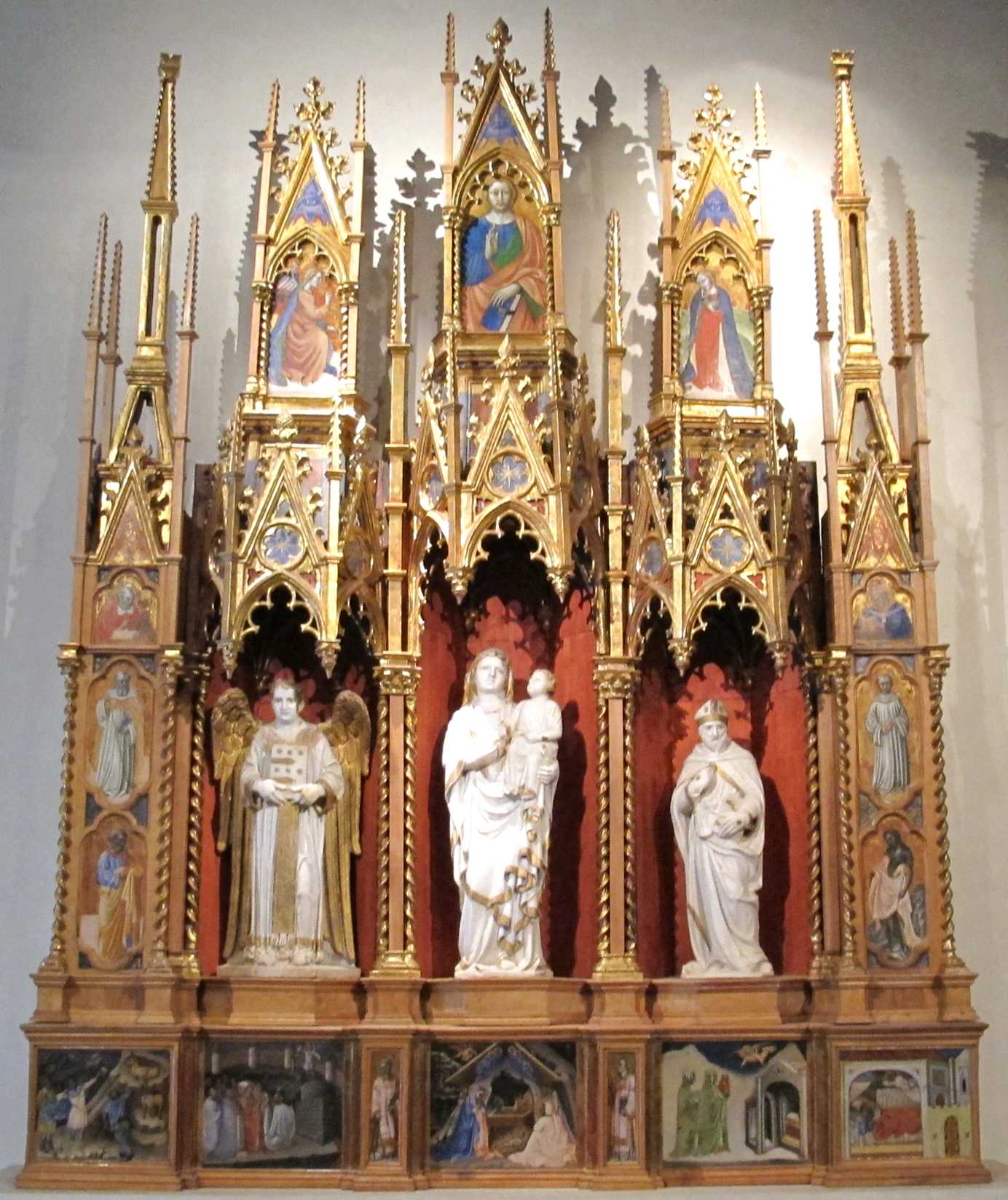
Алтарный полиптих из бывшей церкви Трамонте-ди-Бранколи. Ок. 1430
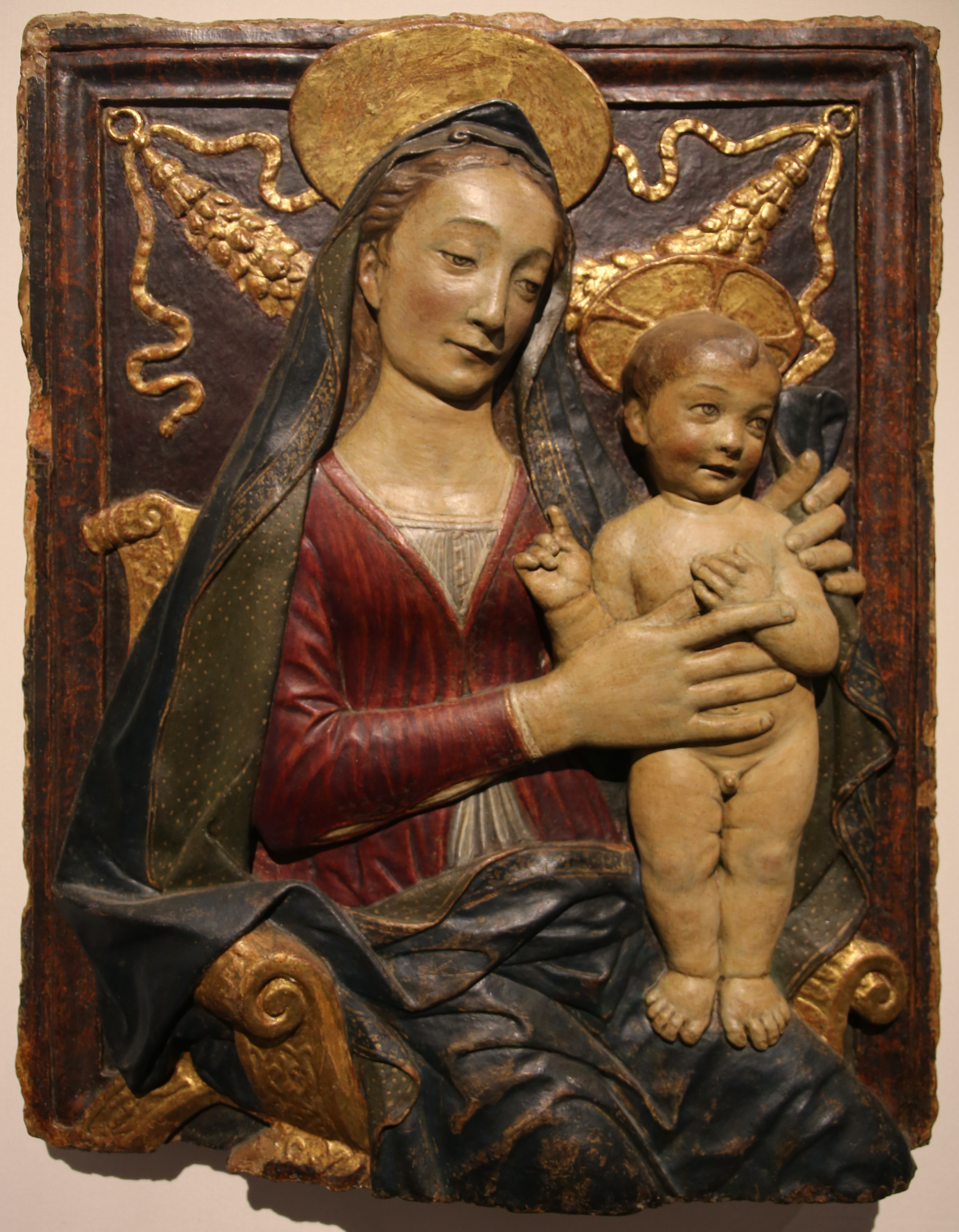
M. Чивитали. Мадонна с Младенцем. 1465—1475. Терракота
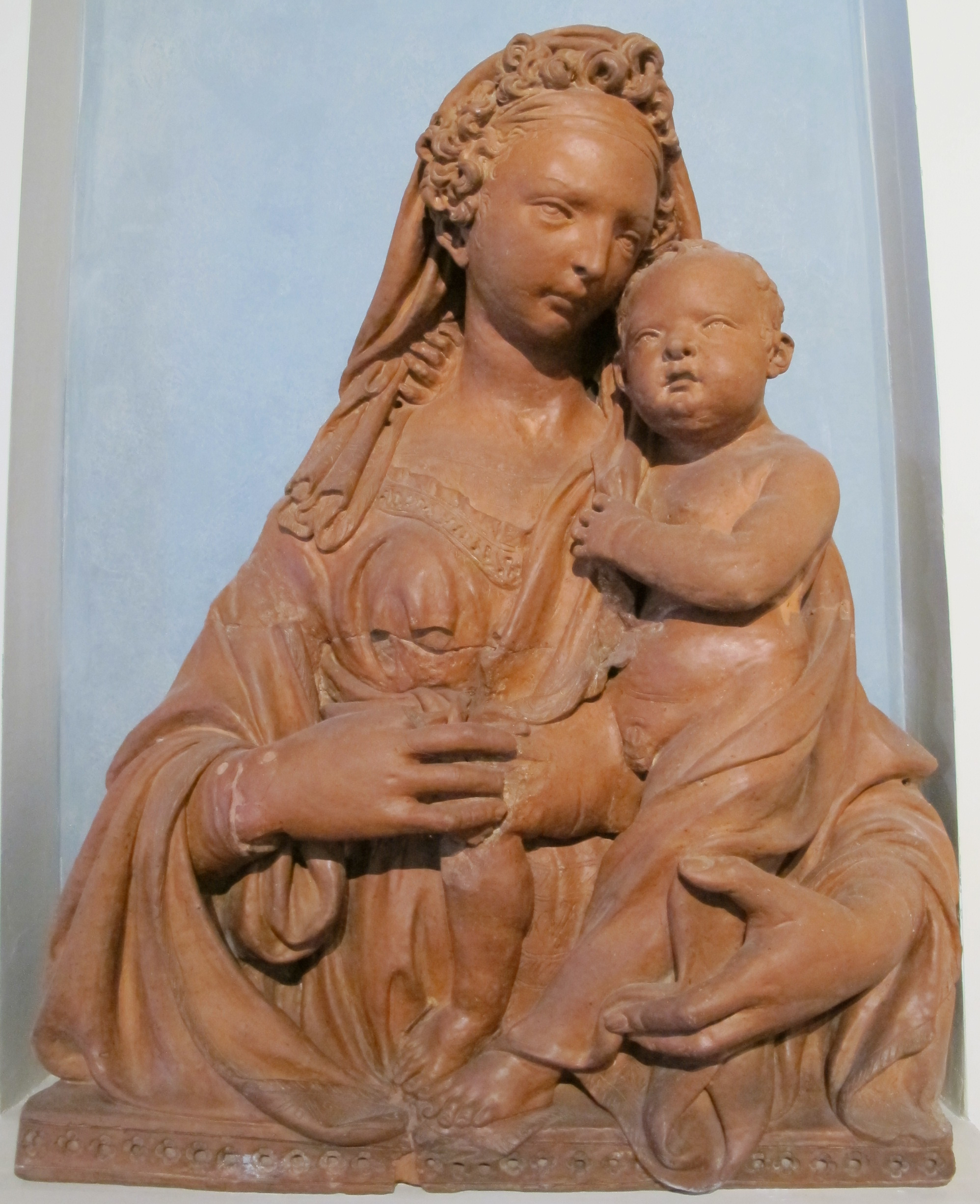
Донателло (мастерская ?). Мадонна с Младенцем. 1400—1425. Терракота